# Zuidoosthoekpolder
De Zuidoosthoekpolder is een polder ten zuiden van Breskens, behorende tot de Baarzandepolders.
De 56 ha grote polder werd, na de inundatie van 1583, herdijkt in 1610. Ze wordt begrensd door de Buyzenpolderdijk, de Middendijk en de Platte Weg.